# Carvalhal da Azoia
Carvalhal da Azoia (gelegentlich auch Carvalhal de Azoia) ist ein Dorf in der Gemeinde Samuel in Portugal, in dem mit etwas über 100 Einwohnern ein Zehntel der Gemeindebevölkerung leben.

## Geografie
Das Dorf liegt auf einer Landschaftserhöhung, umgeben von landwirtschaftlicher Kulturlandschaft und Laub-, Nadel- und Eukalyptus-Baumbestand und mit Blick auf die entfernt liegenden Landschaftserhebungen der Ausläufer des Iberischen Scheidegebirges, namentlich die Serras de Sicó, Serra da Lousã, Serra de Castros und Serra do Buçaco.
Ohne direkten Anschluss an Durchgangsstraßen und ohne bedeutende Aktivitäten von Industrie oder Handel, ist der Ort von Ruhe und Gelassenheit bestimmt, zusätzlich zu den Ausblicken in die Umgebung und der Frischluftzufuhr durch die erhöhte Lage.

## Kultur und Sehenswürdigkeiten

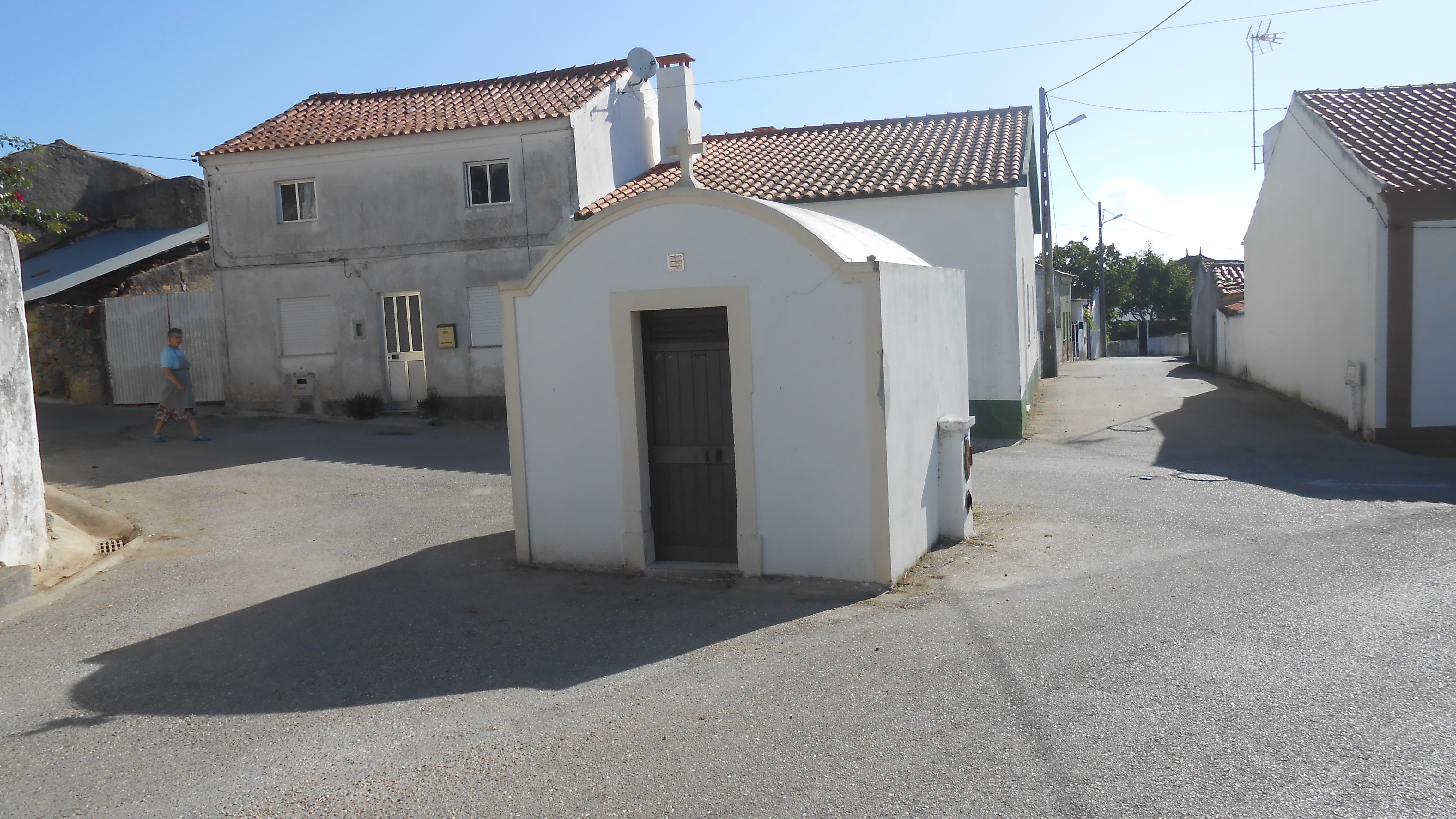
Die Kapelle Nossa Senhora dos Aflitos

Im Dorf gibt es die Dorfkirche Capela do Carvalhal da Azoia und die Miniatur-Kapelle Capela da Nossa Sr.ª dos Aflitos. In den Räumen der ehemaligen Olivenölpresse im Ort wurde in den 1990er Jahren nach Renovierungen eine Café-Snackbar eröffnet, unter Erhaltung der historischen Geräte. Mitte der 2000er Jahre wurde der Betrieb geschlossen, wurde er 2020 neueröffnet.
In den 1990er Jahren wurde die Casa do Povo als örtliches Verwaltungs- und Veranstaltungshaus errichtet. In dem schmucklosen Bau hat seither der örtliche Kulturverein Associação Recreativa e Musical 4 de Abril do Carvalhal da Azoia ("Freizeit- und Musikverein 4. April von Carvalhal de Azoia") sein Domizil. Seine wichtigste Aktivität ist die am 4. April 1934 gegründete Musikkapelle Tuna Musical 4 de Abril und ihre Musikschule.
Am Sitz der Tuna Musical 4 de Abril nimmt auch die hier ansässige Rockband Balbúrdia ihre Lieder auf, mit inzwischen drei Veröffentlichungen. Die Gruppe tritt jedoch überwiegend nur regional auf. So spielte sie zum 20-jährigen Bandbestehen auf dem Stadtfest São Mateus in der Kreisstadt Soure, wo sie am 17. September 2016 mit Fischer-Z auftraten. Das Rockfestival Cercal Rock im benachbarten Cercal organisieren sie mit und traten hier auch mehrmals selbst auf, u. a. 2016 zusammen mit Mata-Ratos und 2017 zusammen mit Peste & Sida.
Die Grundschule des Dorfes ist das einzige weitere öffentliche Gebäude im Ort. Der Schulbetrieb wurde inzwischen jedoch aus Schülermangel eingestellt.
Jedes Jahr am 8. Dezember feiert der Ort das Fest der Nossa Sr.ª da Conceição, und im August findet das Dorffest Festa do Carvalhal da Azoia statt.

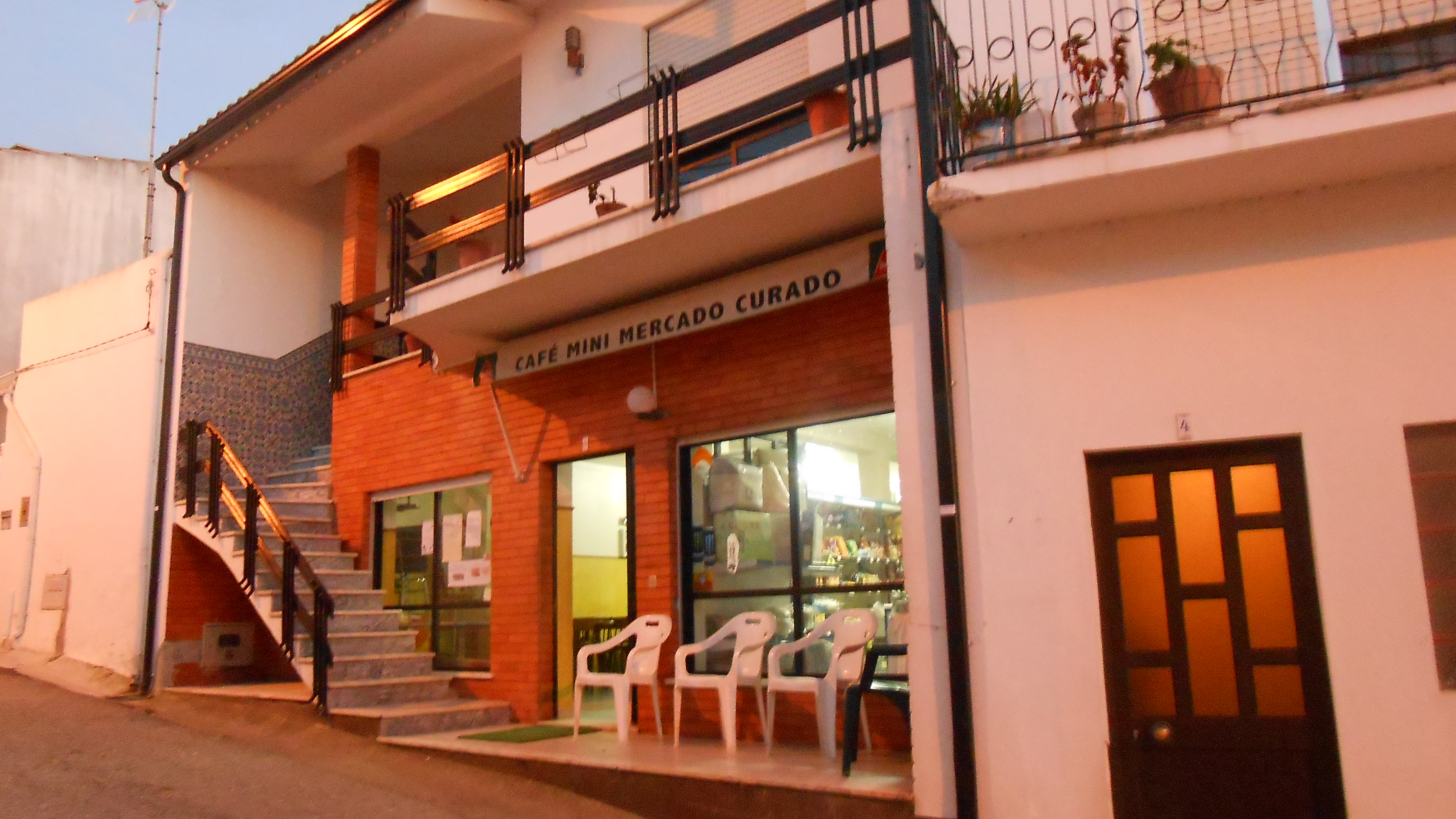
Café und Dorfladen Curado

## Wirtschaft und Verkehr
Über die drei Verbindungsstraßen nach Verride, Coles und Cercal hat das Dorf Anschluss an Kreisstraßen. Der nächstgelegene Bahnhof liegt in Verride. Eine Busverbindung der lokalen Transdev-Linie in die Kreisstadt Soure besteht werktäglich, zweimal am Tage, mit Haltestelle am Dorfladen Curado. 
Im Dorf ist eine Vereinigung von Jägern mit einem Schießstand auf dem privaten Vereinsgelände ansässig. Darüber hinaus liegen ein kleines Umspannwerk und eine Kläranlage vor dem Dorf. Neben einem kleineren Bauunternehmen mit Baustoffhandel und einer kleinen Autowerkstatt existieren keine nennenswerten Unternehmen im Dorf. Im Nebenerwerb praktiziert, spielt Landwirtschaft in der lokalen Ökonomie noch eine wichtige Rolle.
Das einzige Ladenlokal des Ortes ist das Café mit Dorfladen Curado. Täglich fahren dazu ein Bäcker, eine Fischhändlerin und ein Obst- und Gemüsehändler das Dorf mit Verkaufswagen an.
Mit dem Grill-Restaurant Beta besteht seit Herbst 2020 wieder ein Gastronomiebetrieb in der ehemaligen Olivenölmühle (Lagar) im Dorf.
Die Bewohner leben im Wesentlichen von Tätigkeiten in den umliegenden Orten der Kreise Soure, Montemor-o-Velho und Figueira da Foz, die Mehrheit des Dorfes lebt von Altersrenten.